# Rita Volk
 (avril 2015).
Margarita Volkovinskaya (en russe: Маргарита Волковинская), plus connue sous le nom de Rita Volk (en russe : Рита Волк), est une actrice et mannequin[réf. nécessaire] américaine-ouzbek née le 3 septembre 1990 à Tachkent en Ouzbékistan. Elle est connue pour son rôle d'Amy Raudenfeld dans la série comédie romantique de MTV, Faking It.

## Biographie
Née à Tachkent, en Ouzbékistan, Rita Volk déménage à San Francisco avec sa famille quand elle a six ans. Approchée par un agent de mannequins, elle a l'occasion d'auditionner pour des publicités[réf. nécessaire].
Elle étudie au lycée Lowell (en) à San Francisco, où elle joue dans des pièces de théâtre[réf. nécessaire]. Elle apprend la langue et la culture américaine grâce au cinéma et à la musique. En 2005, elle remporte le prix SFUSD Lycée poète officiel. Après le lycée, elle intègre l'université Duke, où elle obtient un diplôme en psychologie / Pre-Med[Quand ?]. Au cours de l'université, elle joue dans des films d'étudiants et est membre d'une troupe de comédie[réf. nécessaire].
En 2014, elle incarne Amy Raudenfeld dans la série télévisée Faking It,.

## Filmographie

### Cinéma
- 2014 : The Hungover Games : Katnip Everlean
- 2016 : Une nouvelle chance (Holding Patterns (en))  : Heather
- 2018 : Summer Days, Summer Nights (en) d'Edward Burns' : Winky McKenna
- 2020 : We Still Say Grace : Sarah

### Télévision
- 2012 : Rizzoli and Isles : Lea Babic
- 2013 : Major Crimes : Briana Mathis
- 2014-2016 : Faking It : Amy Raudenfeld
- 2016-2017 : Relationship Status : Erin (8 épisodes)
- 2020 : Condor : Polina (4 épisodes)